# Huehuetlatolli
Los huehuetlatolli o huēhuehtlahtōlli /we:weʔtɬaʔto:lli/ (significa en náhuatl "Los dichos de los antiguos") consistían en extensos libros, que en forma de relato, describían las normas de conducta, la visión moral, las celebraciones y las creencias del pueblo de los Nahuas. El objetivo era el de introducir a los jóvenes a la religión y a las costumbres del pueblo Nahuas. recopilados después de la conquista por fray Andrés de Olmos (una parte de ellos fue incluido en su Arte) y Bernardino de Sahagún (Libro VI). Parte de los manuscritos de Sahagún, en la actualidad, se conservan en la Biblioteca Nacional de México.